# 1-アミノ-3-メトキシベンゼン
1-アミノ-3-メトキシベンゼン（1-amino-3-methoxybenzene）とは、ベンゼン環に存在している6つの水素のうちの1つの水素がアミノ基に置換され、アミノ基から見てメタ位の水素のうちの1つがメトキシ基に置換された有機化合物である。
CAS登録番号は[536-90-3]。

## 名称について
1-アミノ-3-メトキシベンゼンには様々な慣用名を用いた名称が存在する。ただし本稿では、本節の名称に関する説明文を除いて、全て1-アミノ-3-メトキシベンゼンという表記で統一する。

### アニリンを基本形とした時の名称
ベンゼン環に存在している6つの水素のうちの1つがアミノ基に置換された化合物の慣用名はアニリンと言う。このため、アニリンの3位の炭素に直結する水素のうちの1つがメトキシ基に置換された化合物という意味で、3-メトキシアニリン（3-methoxyaniline）とも呼ばれる。また、この3位の部分を慣用的に「m」（メタ位）と呼ぶため、m-メトキシアニリン（めたメトキシアニリン、meta-Methoxyaniline）とも呼ばれる。

### アニソールを基本形とした時の名称
ベンゼン環に存在している6つの水素のうちの1つがメトキシ基に置換された化合物の慣用名はアニソールと言い、これを利用した呼称も存在する。すなわち、アニソールの3位の炭素に直結する水素のうちの1つがアミノ基に置換された化合物という意味で、かつ、この3位の部分を慣用的に「m」（メタ位）と呼ぶため、m-アミノアニソール（めたアミノアニソール、meta-Aminoanisole）とも呼ばれる。

### アニシジンと言う慣用名を使用した時の名称
ベンゼン環に存在している6つの水素のうちの2つが、一方はアミノ基に、もう一方はメトキシ基に置換された化合物の慣用名はアニシジンと言う。そして、ベンゼン環に直結した置換基から見て2つ隣りの部位を慣用的に「m」（メタ位）と呼ぶため、m-アニシジン（めたアニシジン、meta-Anisidine）とも呼ばれる。

## 物理・化学的性質
1-アミノ-3-メトキシベンゼンは、化学式C7H9NO、示性式CH3OC6H4NH2で表されるため、分子量は123.15 である。
常圧における融点は-1 ℃から1 ℃程度。常圧における、沸点は251 ℃である。
したがって、常温常圧で1-アミノ-3-メトキシベンゼンは液体として存在する。
この液体は淡い黄色を呈しており、その屈折率を20 ℃でナトリウムのD線で測定したところ1.579であった。
なお、1-アミノ-3-メトキシベンゼンの1-オクタノール／水における分配係数は、だいたい0.93から1.01程度である。
このことは1-アミノ-3-メトキシベンゼンが、水にも油にもある程度溶解することを意味する。

## 毒性
1-アミノ-3-メトキシベンゼンをマウスに対して経口投与した時の半数致死量は1400 (mg/kg)である。
これに対して、ラットにトウモロコシ油に溶かした1-アミノ-3-メトキシベンゼンを経口投与した時の半数致死量は526 (mg/kg)である。
また、ラットにトウモロコシ油に溶かした1-アミノ-3-メトキシベンゼンを経口投与した時は、500 (mg/kg)以上を投与すると5分から30分程度経過してからラットに異常が発生した。
ラットに蒸留水に溶かした1-アミノ-3-メトキシベンゼンを経口投与した時は、200 (mg/kg)程度でも投与直後から20分程度経過してからラットに異常が発生した。
この他、長期間反復投与した場合も、その投与量によっては血球減少や脾臓が大きくなるなど、ラットに異常が発生した。
また、藻類、ミジンコなどの甲殻類、メダカなどの魚類に対しても濃度によっては死亡することがあるなど、悪影響が発生する。

## 製法
メトキシベンゼンを、ヒドロキシルアミンによってアミノ化することにより合成できる。
他に、1-メトキシ-3-ニトロベンゼンを、亜鉛と塩酸を用いて還元することでも合成できる。